# Trangan
Trangan est une île d'Indonésie située dans l'archipel des îles Aru dans la province des Moluques. Elle a une superficie de 2 149 km2.
Ses paysages sont principalement constitués de savane herbeuse et des marais.